# Der Autowüstling
Der Autowüstling ist ein US-amerikanisches Filmdrama aus dem Jahr 1930 von A. Edward Sutherland mit Richard Arlen und Mary Brian in den Hauptrollen. Der Pre-Code-Film wurde von der Paramount Famous Lasky Corporation produziert.

## Handlung
Lou Larrigan, der bei Dave Gentry als Autoverkäufer angestellt ist, hat den Ehrgeiz, Rennfahrer zu werden, wie sein Partner Bullet McGhan, der wegen eines Unfalls von der Rennstrecke ausgeschlossen wurde. Als Dave pleitegeht, nehmen er und Bullet das Angebot des betrügerischen Rennpromoters Windy Wallace an, ein Rennen zu inszenieren. 
In der Zwischenzeit wird Lou für verschiedene Rennen gebucht, ist erfolgreich und gewinnt die Liebe von Ruth Morgan, der Tochter des Bankiers James Morgan. Als Bullet bei dem Versuch, einen Rekord zu brechen, sein Auto zerstört, wird ein Rennen zwischen Lou und Bullet arrangiert. Windy bringt einen reichen Mann dazu, 25.000 Dollar auf Lou zu wetten. Als Lou von der Verschwörung erfährt, stellt er die Schurken zur Rede und versetzt sie in Panik, indem er vorhersagt, dass er das Rennen gewinnen wird. Bullet versucht absichtlich, ihn von der Strecke zu drängen, aber Lou entkommt Bullet und gewinnt in einem spannenden Finale das Rennen.

## Veröffentlichung
Die Premiere des Films fand am 1. Februar 1930 statt. 1931 kam er in Österreich in die Kinos.

## Kritiken
Die Variety bemängelte, der Film sei nach der üblichen Paramount-Formel gefertigt. Dennoch verspreche er gute Unterhaltung. Die kurze Laufzeit wurde als vorteilhaft angesehen. Die Rennszenen seien spannend und gut gemacht.